# 距花黍属
距花黍属（学名：Ichnanthus）是禾本科下的一个属，为一年生或多年生草本植物。该属共有约26种，分布于热带。